# Fruticicola fruticum
Fruticicola fruticum е вид коремоного от семейство Bradybaenidae.

## Разпространение
Видът е разпространен в Австрия, Белгия, Босна и Херцеговина, България, Великобритания, Германия, Гърция, Дания, Естония, Италия, Латвия, Литва, Лихтенщайн, Люксембург, Молдова, Нидерландия, Норвегия, Полша, Северна Македония, Румъния, Русия (Калининград), Словакия, Словения, Сърбия, Украйна, Унгария, Финландия, Франция, Хърватия, Черна гора, Чехия, Швейцария и Швеция.